# Athinai Simon
Athinai Simon (Belovár-Kőrös vármegye, Athina ? – Nádasd, 1548 körül) - deák, katona.

## Életrajza
Athinai, Athinay vagy Acsinai Simon deák Szlavoniában Athina (Acsina, Ocsina) nevü  településen született. Pontos születési ideje nem ismert. Szapolyai János bizalmas embere volt. 1528-ban Szapolyai kb. 700 katonával őt küldte Magyarországra, 500 gyalogossal és mintegy 200 lovassal. Még ez év szeptember 23-án Sárospatak mellett 
Kún Kocsárddal együtt megverte a Ferdinánd-pártiakat.  1529-ben azonban már nem volt ilyen szerencsés. Szapolyay János Athinai Simon által védett újhelyi várát Katzianer ötheti ostrom után tőle elvette: Athinai az ostrom után ötödmagával a várból megszökött. 
1532 tavaszán Visegrád várának egyik hadvezéreként írták le. A visegrádi várat ekkor Zudi Kozár Miklós várnagy adta fel I. János magyar király hadvezéreinek, Pestyéni Gergely országbírónak és Athinai Simon budai udvarbírónak.
1540-ben pedig János király özvegye, Jagelló Izabella magyar királyné Athinai Simon deákot küldte Pécsre, hogy a várat birtokba vegye. Athinai csellel bejutott a városba, és a közeli Szászvár ppi erősséggel együtt hatalmába kerítette. 1541-ben, miután Szulejmán szultán csellel elfoglalta Buda várát, jelentős haderőt küldött Pécs átvételére. Athinai Simon deák vezetésével azonban a pécsiek az ellenállás mellett döntöttek. A vár falain a katonákkal együtt harcoltak a polgárok is Schreiber Farkas pécsi bíró (1527–1542) vezetésével, s visszaverték a török támadást. 1541-ben Athinai feleségéért cserébe átadta a pécsi várat I. Ferdinánd király hívének, Várallyai Szaniszlónak, aki ezért püspöki címet szerzett.

## Emléke
Pécsett a 6-os főút Megyeri és Tüzér utca közti szakasza viseli az Athinay út nevet.